# Totora (Pocoata)
Totora (auch: Totoca) ist ein Weiler im Departamento Potosí im südamerikanischen Andenstaat Bolivien.

## Lage im Nahraum
Totora ist eine Ortschaft im Kanton Pocoata im Municipio Pocoata in der Provinz Chayanta. Die Ortschaft liegt auf einer Höhe von 3519 m an der Mündung des Río Jajuaskhaua in den Río Juru Catirikhaua.

## Geographie
Totora liegt am Ostrand des bolivianischen Altiplano, zwischen der Cordillera Azanaques im Westen und dem Hauptgebirgszug der Cordillera Central im Osten. Die Vegetation ist die der Puna, das Klima ist semiarid und ein typisches Tageszeitenklima, bei dem die mittlere Temperaturschwankung im Tagesverlauf stärker ausfällt als im Verlauf der Jahreszeiten.
Die mittlere Jahresdurchschnittstemperatur der Region liegt bei 12 °C, die Monatsdurchschnittswerte schwanken zwischen knapp 9 °C im Juli und knapp 15 °C im November (siehe Klimadiagramm Pocoata). Der Jahresniederschlag beträgt nur 450 mm und fällt vor allem in den Sommermonaten, die Trockenzeit mit Monatswerten von maximal 20 mm dauert von April bis Oktober.

## Verkehrsnetz
Totora liegt in einer Entfernung von 165 Straßenkilometern nördlich von Potosí, der Hauptstadt des gleichnamigen Departamentos.
Von Potosí aus führt die Nationalstraße Ruta 1 in nördlicher Richtung über Tarapaya, Yocalla und Cruce Culta weiter nach Oruro, El Alto, der Nachbarstadt von La Paz, und nach Desaguadero am Titicacasee.
In Cruce Culta (früher: Ventilla) biegt eine asphaltierte Landstraße von der Hauptstraße in nördliche Richtung ab, von dieser zweigt nach fünfzehn Kilometern nach Nordwesten eine unbefestigte Landstraße ab, die nach Durchqueren des Río Arco über Uluchi, Bombori und Bandurani nach Vila Vila führt, wo sie auf die derzeit noch unbefestigte Ruta 32 von Crucero nach Pocoata trifft. Von Vila Vila aus führt die Ruta 32 dann über Utavi und Chulloca nach Totora und weiter nach Pocoata.

## Bevölkerung
Die Einwohnerzahl der Ortschaft ist in dem Jahrzehnt zwischen den beiden letzten Volkszählungen deutlich zurückgegangen:
| Jahr | Einwohner         | Quelle       |
| ---- | ----------------- | ------------ |
| 1992 | keine Detaildaten | Volkszählung |
| 2001 | 167               | Volkszählung |
| 2012 | 118               | Volkszählung |
| 2024 |                   | Volkszählung |

Die Region weist einen deutlichen Anteil an Quechua-Bevölkerung auf, im Municipio Colquechaca sprechen 78 Prozent der Bevölkerung Quechua.